# Ronde van Frankrijk 2019/Achtste etappe
De achtste etappe van de Ronde van Frankrijk 2019 werd verreden op 13 juli tussen Mâcon en Saint-Étienne.
| Mâcon – Saint-Étienne (200 km) |                    |                       |          |
| Plaats                         | Naam               | Ploeg                 | Tijd     |
| 1                              | Thomas De Gendt    | Lotto Soudal          | 5u00'17" |
| 2                              | Thibaut Pinot      | Groupama-FDJ          | + 6"     |
| 3                              | Julian Alaphilippe | Deceuninck–Quick-Step | z.t.     |
| 4                              | Michael Matthews   | Team Sunweb           | + 26"    |
| 5                              | Peter Sagan        | BORA-hansgrohe        | z.t.     |
| 6                              | Matteo Trentin     | Mitchelton-Scott      | z.t.     |
| 7                              | Xandro Meurisse    | Wanty-Gobert          | z.t.     |
| 8                              | Greg Van Avermaet  | CCC Team              | z.t.     |
| 9                              | Egan Bernal        | Team INEOS            | z.t.     |
| 10                             | Geraint Thomas     | Team INEOS            | z.t.     |
|                                |                    |                       |          |
| 19                             | Bauke Mollema      | Trek-Segafredo        | z.t.     |

| Algemeen klassement |                    |                       |           |
| Plaats              | Naam               | Ploeg                 | Tijd      |
| 1                   | Julian Alaphilippe | Deceuninck–Quick-Step | 34u17'59" |
| 2                   | Giulio Ciccone     | Trek-Segafredo        | + 23"     |
| 3                   | Thibaut Pinot      | Groupama-FDJ          | + 53"     |
| 4                   | George Bennett     | Team Jumbo-Visma      | + 1'10"   |
| 5                   | Geraint Thomas     | Team INEOS            | + 1'12"   |
| 6                   | Egan Bernal        | Team INEOS            | + 1'16"   |
| 7                   | Steven Kruijswijk  | Team Jumbo-Visma      | + 1'27"   |
| 8                   | Rigoberto Urán     | EF Education First    | + 1'38"   |
| 9                   | Jakob Fuglsang     | Astana Pro Team       | + 1'42"   |
| 10                  | Emanuel Buchmann   | BORA-hansgrohe        | + 1'45"   |
|                     |                    |                       |           |
| 13                  | Xandro Meurisse    | Wanty-Gobert          | + 2'02"   |

1e etappe ·
2e etappe ·
3e etappe ·
4e etappe ·
5e etappe ·
6e etappe ·
7e etappe ·
8e etappe ·
9e etappe ·
10e etappe ·
11e etappe ·
12e etappe ·
13e etappe ·
14e etappe ·
15e etappe ·
16e etappe ·
17e etappe ·
18e etappe ·
19e etappe ·
20e etappe ·
21e etappe
Startlijst · Eindstanden · Afbeeldingen